# Marthe Ekemeyong Moumié
Marthe Ekemeyong Moumié (4 de setembre de 1931 - 9 de gener de 2009) va ser una escriptora i activista anticolonialista camerunesa. Va ser membre de la Unió dels Pobles del Camerun, i de l'exdona del líder polític assassinat Félix-Roland Moumié.

## Carrera política
Marte Ekemoyong va néixer el 4 de setembre de 1931 al Camerun. Es va unir a la Unió dels Pobles del Camerun i va ser la líder de la Unió Democràtica de les Dones de Camerun. Va conèixer i es va casar amb el líder de la independència de Camerun, Félix-Roland Moumié, deixant el país amb ell per evitar la persecució de les autoritats colonials. Vivien a diversos països, incloent el Sudan, i van ser rebuts per Gamal Abdel Nasser, president d'Egipte, quan van arribar allà. Van enviar a la seva filla Hélène a l'escola a la Xina. Moumié va ser assassinat el 1960 a Ginebra, Suïssa. Va ser enverinat per tal·li.
Posteriorment va entrar en relació amb Atanasio Ndongo Miyone, un nacionalista de Guinea Equatorial. Va ser executat el 1969 després d'un cop d'Estat fallit contra el govern equatoguineà. Ekemeyong més tard va escriure de les seves experiències en la seva autobiografia Dans Victime du Colonialisme Français (Com a víctima del colonialisme francès), quan va ser empresonada i torturada durant cinc anys pels governs de Guinea Equatorial i del Camerun.

## Mort
Va ser trobada morta a la seva casa el 9 de gener de 2009, als 78 anys. Els informes dels mitjans inicials van suggerir que va ser assassinada per estrangulació i que havia estat violada abans de la seva mort. Els informes també van ressaltar que una de les dents es va trencar en una lluita aparent. El seu cos va ser trobat per un familiar que no havia sentit cap resposta quan trucava a la porta principal. Es va pensar que l'assassinat va tenir lloc en la nit del 7/8 de gener. El funeral va tenir lloc més tard aquell mes, el 31 de gener.